# Белтіца
Белтіца (рум. Băltița) — село у повіті Прахова в Румунії. Входить до складу комуни Менешть.
Село розташоване на відстані 48 км на північний захід від Бухареста, 18 км на південний захід від Плоєшті, 92 км на південь від Брашова.

## Населення
За даними перепису населення 2002 року у селі проживали 818 осіб, усі — румуни. Усі жителі села рідною мовою назвали румунську.